# Pedinus hungaricus
Pedinus hungaricus – gatunek chrząszcza z rodziny czarnuchowatych i podrodziny Tenebrioninae.

## Morfologia
Chrząszcz o owalnym w zarysie, wysklepionym, czarno ubarwionym ciele długości od 7 do 9 mm. Głowa jest poprzeczna, gęsto punktowana, na przedniej krawędzi pośrodku wykrojona, o oczach całkowicie podzielonych występami policzków. Czułki sięgają do tylnego brzegu przedplecza. Przedplecze jest najszersze wyraźnie przed tylną krawędzią, pokryte punktami o dwóch wyraźnie odmiennych rozmiarach. Wszystkie cztery jego kąty są wyraźnie zaznaczone. Pokrywy są owalne, sklepione, na przedniej krawędzi wyraźnie od przedplecza węższe, o wyraźnie punktowanych rzędach i płaskich, gęsto punktowanych międzyrzędach. Uda przedniej i środkowej pary są u samca silnie i okrągławo, a u samicy słabiej rozszerzone ku szczytowi. Uda pary tylnej u samca są porośnięte szczecinkami, a u samicy nagie. Przednie golenie samca rozszerzone są ku wierzchołkom słabiej niż u zatępki polnej. Człony od pierwszego do trzeciego przednich stóp u samca są rozszerzone, a u samicy wąskie.

## Ekologia i występowanie
Owad ten zasiedla nasłonecznione stanowiska o charakterze stepowym, gdzie bytuje pod kamieniami i wśród traw.
Gatunek palearktyczny, europejski, znany z Węgier, Bośni i Hercegowiny oraz krajów byłej Jugosławii.